# Escuela Técnica Superior de Ingeniería Informática (Universidad de Sevilla)
La Escuela Técnica Superior de Ingeniería Informática (ETSII) se ubica sobre un edificio de 24 000 m² situado en el Campus Universitario de Reina Mercedes (Sevilla).

## Departamentos
Cuenta con 12 departamentos (seis de ellos con sede oficial en la Escuela) que participan en la formación de más de 3.000 estudiantes.

- Dpto. de Arquitectura y Tecnología de Computadores
- Dpto. de Ciencias de la Computación e Inteligencia Artificial
- Dpto. de Electrónica y Electromagnetismo
- Dpto. de Estadística e Investigación Operativa
- Dpto. de Filosofía del Derecho
- Dpto. de Física Aplicada I
- Dpto. de Ingeniería de Sistemas y Automática
- Dpto. de Ingeniería del Diseño
- Dpto. de Lenguajes y Sistemas Informáticos[1]
- Dpto. de Matemática Aplicada 1[2]
- Dpto. de Organización Industrial y Gestión de Empresas
- Dpto. de Tecnología Electrónica

## Estudios y titulaciones

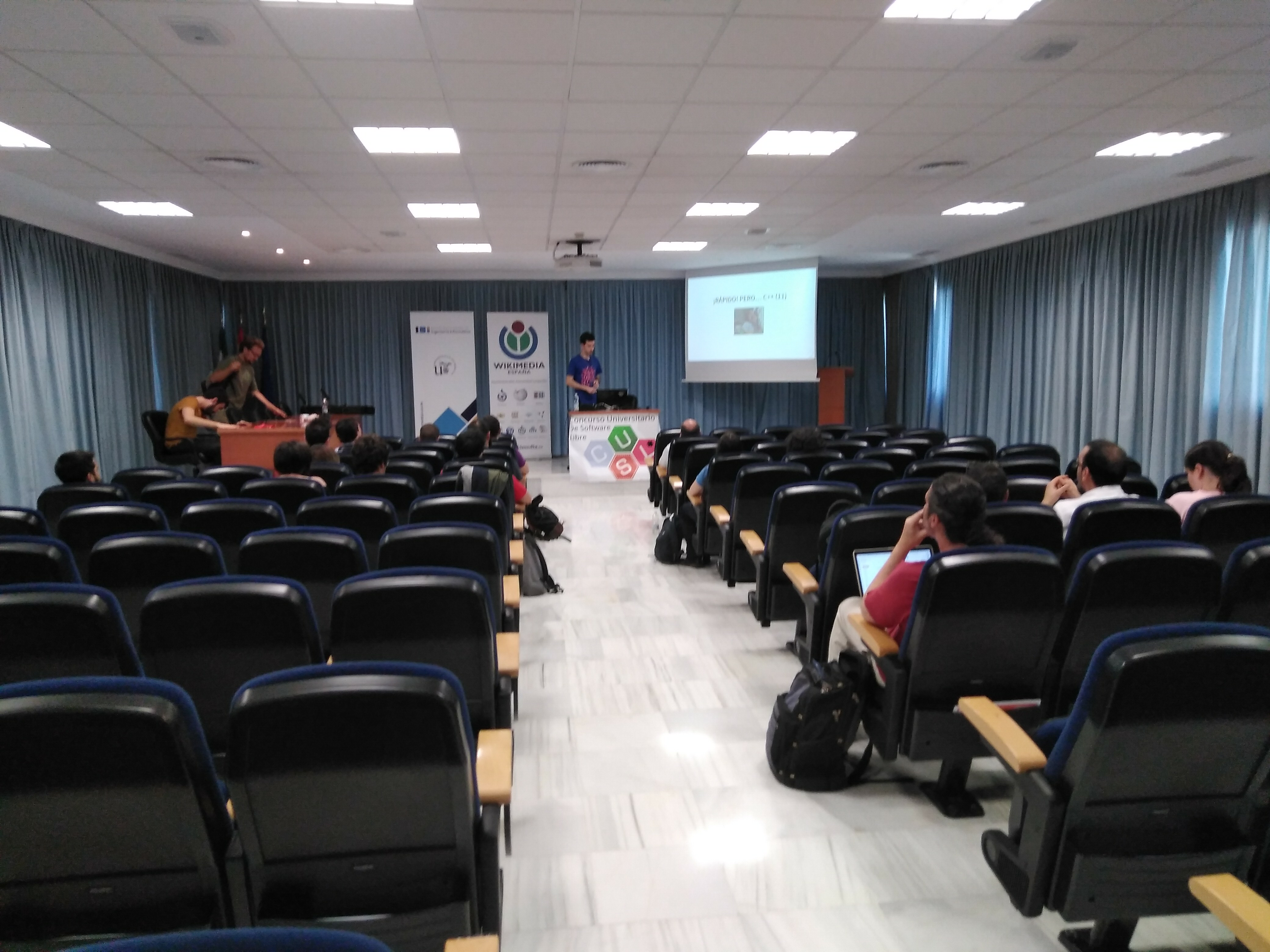
Salón de actos de la Escuela Técnica Superior de Ingeniería Informática.

Actualmente se imparten en la escuela las siguientes titulaciones de grado:
- Grado en Ingeniería Informática - Tecnologías Informáticas
- Grado en Ingeniería Informática - Ingeniería del Software
- Grado en Ingeniería Informática - Ingeniería de Computadores
- Grado en Ingeniería de la Salud[3] impartido conjuntamente con la Universidad de Málaga, dentro del proyecto Andalucía TECH, que obtuvo la categoría de Campus de Excelencia Internacional otorgada por el Ministerio de Educación español.[4]

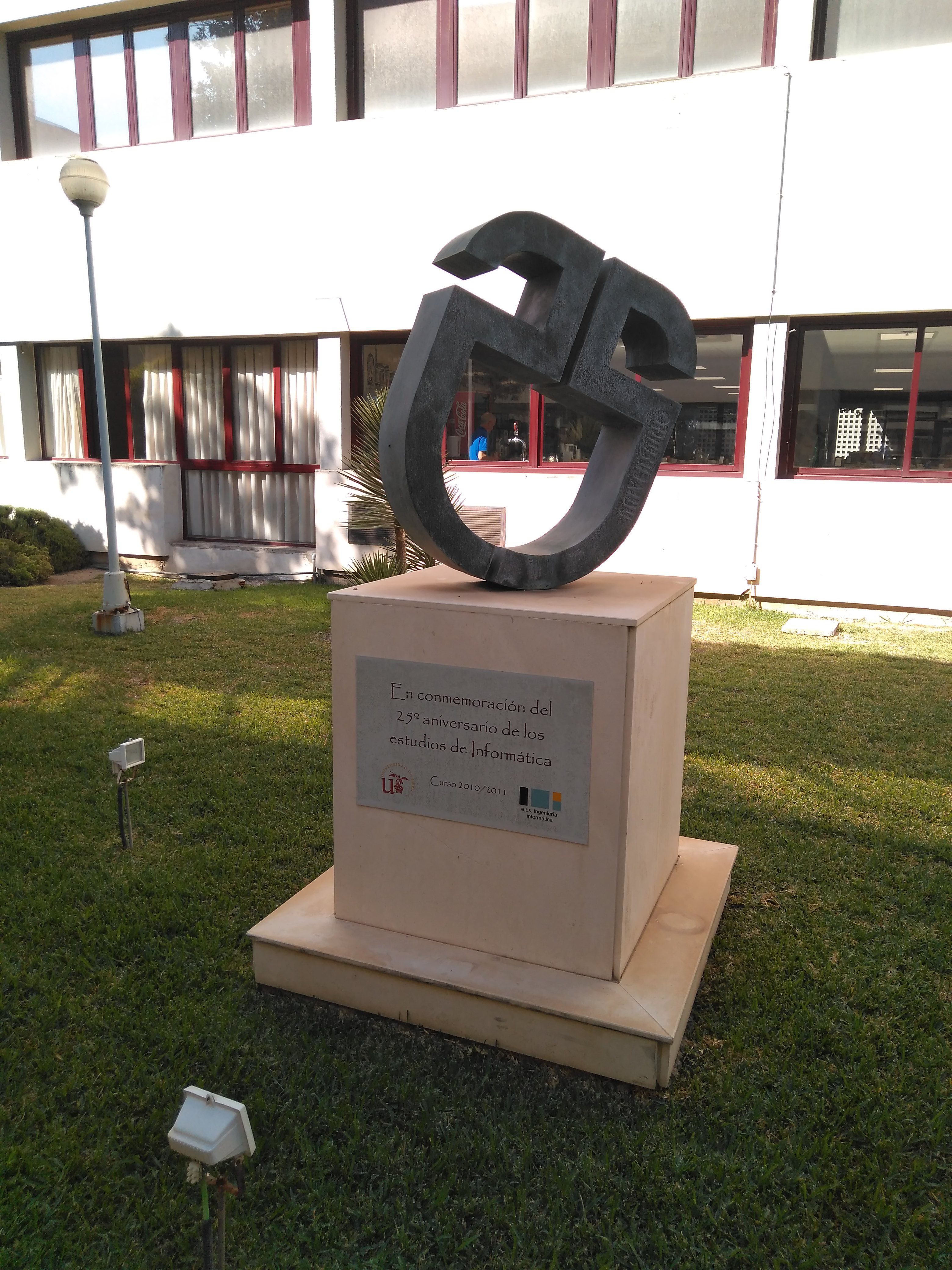
Monumento en la Escuela a los 25 años de enseñanza de Ingeniería Informática

- Doble Grado en Ingeniería Informática - Tecnologías Informáticas y Matemáticas

En la escuela se imparten también tres titulaciones oficiales de máster:
- Máster Universitario en Ingeniería Informática (MII)[5]
- Máster Universitario en Ingeniería Biomédica y Salud Digital (MIBSD)[6]
- Máster Universitario en Lógica, Computación e Inteligencia Artificial (MULCIA)[7]

Estaba previsto que en el curso 2012-2013 se impartiera también el Máster Universitario en Matemática Computacional (MATCOM), pero fue anulado por la dirección General de Universidades de la Junta de Andalucía una vez comenzado el curso y sin previo aviso ni a alumnos ni profesores.
y cuatro programas de doctorado:
- Ingeniería y Tecnlogía del Software (Dpto. de Lenguajes y Sistemas Informáticos)
- Lógica, Computación e Inteligencia Artificial (Dpto. de Ciencias de la Computación e Inteligencia Artificial)
- Matemática Discreta (Dpto. de Matemática Aplicada 1)
- Informática Industrial (Dpto. de Tecnología Electrónica)